# Konjo de la côte
Pour les articles homonymes, voir Konjo.
Le konjo de la côte est une langue d'Indonésie parlée par environ 125 000 locuteurs. Seulement 75 % de son lexique est commun au konjo des montagnes, raison pour laquelle les linguistes ont tendance à les considérer comme des langues distinctes. De plus, le konjo de la côte a 76 % de son lexique commun avec le makassar. La langue appartient au groupe sulawesien de la branche malayo-polynésiennne des langues austronésiennes.